# Likasi (commune)
Pour les articles homonymes, voir Likasi (homonymie).
 (février 2023).
Si vous disposez d'ouvrages ou d'articles de référence ou si vous connaissez des sites web de qualité traitant du thème abordé ici, merci de compléter l'article en donnant les références utiles à sa vérifiabilité et en les liant à la section « Notes et références ».
Likasi est une commune de la ville de Likasi en République démocratique du Congo. 